# Спасский-Автономов, Козьма Фёдорович
Козьма Фёдорович Спасский-Автономов (1807, Захаровка, Орловская губерния — 1890) — русский учёный, исследователь Баку.
Козьма Спасский-Автономов вместе с младшим братом Михаилом были одними из первых отечественных ученых, которые занимались климатологией и метеорологией. Козьма Спасский-Автономов был членом Русского географического общества, большая часть его работ посвящена краеведению и описанию путешествий.
Похоронив умершую жену в Тифлисе, Козьма Федорович Спасский-Автономов по распоряжению своего начальства прибыл с детьми в Баку 27 июля 1847 года, где в чине действительного статского советника стал начальником бакинского таможенного карантина. Продолжал начавшиеся в 1830 году исследования уровня Каспийского моря, оставил многочисленные очерки о городе и его обитателях.

## Основные труды
- Спасский-Автономов К. Ф. Всход на Арарат, или Вакациальная прогулка от Тифлиса до вершин Арарата. — М.: тип. А. Семена, 1839. — 101 с.
- Спасский-Автономов К. Ф. Второе посещение Арарата. (Из путевых записок) // ОЗ. — 1845. — Т. 38, № 1. — С. 12-25 (паг. 7-я).
- Спасский-Автономов К. Ф. Письмо из Тифлиса // <Сев. Минерва>. — 1832. — Ч. 2, № 12. — С. 347—380.
- Спасский-Автономов К. Ф. Путевые записки от Баку до С.-Петербурга в 1849 году // <Москвитянин>. — 1851. — Ч. 2, № 6. — С. 85-96 (паг. 2-я).
- Спасский-Автономов К. Ф. Путевые записки от Баку до устьев Урала // ВРГО. — 1854. — Ч. 10, № 2. — С. 121—166 (паг. 2-я).